# Dicranomyia ofella
Dicranomyia ofella är en tvåvingeart som först beskrevs av Alexander 1953.  Dicranomyia ofella ingår i släktet Dicranomyia och familjen småharkrankar. Inga underarter finns listade i Catalogue of Life.